# Mastiff (Hunderasse)
Der Mastiff ist eine von der FCI anerkannte britische Hunderasse (Gruppe 2, Sektion 2.1, Standard-Nr. 264). Es gibt etliche weitere Rassen, insbesondere Molosser, deren Name Mastiff enthält.

## Herkunft und Geschichtliches
Der historische Mastiff ist der Vorfahre vieler heutiger Hunderassen, wie der Deutschen Dogge, des Boxers oder des Bulldog. Als „Mastiff“ oder „englischer Mastiff“ wurden in der Vergangenheit massige Hunde aus Britannien bezeichnet, breitmäulige Hunde mit faltiger Stirn, die auch schon den Römern bekannt waren.
Die genaue Herkunft dieses Hundetyps lässt sich nicht ergründen. Vor allem ältere Autoren nehmen als Stammvater die Tibetdogge oder Tibetmastiff an, andere sehen in dem alten englischen Mastiff eine autochthone Originalrasse oder halten eine Kreuzung von Tibethunden mit Britannierhunden für möglich. Die Verbindung zu den Tibetmastiffs gilt als unwahrscheinlich, da es keine Verbindung zu den Tibetpopulationen gibt. Nach einer anderen Theorie ist der historische Mastiff ein Abkömmling des Molossers aus Makedonien und Epirus, der mit Handelsschiffen aus Tyros und Sidon nach England kam.
Der Name taucht erstmals bei Edmund of Langley, 1. Duke of York, (1341–1402) in seiner Abhandlung für Henry IV. namens The Master of the Game and of Hawks. als Maystif auf.  Bei der Namensherkunft kommen das plattdeutsche Mast-teve (schwerer, plumper Hund) und das lateinische mixtivus „Mischling“ in Betracht.
Erste eindeutige Belege, dass Mastiffs als Kriegshunde verwendet und gezüchtet wurden, stammen aus dem Spätmittelalter. So wurde in der Schlacht von Azincourt (1415) der englische Adelige Sir Percy Legh auf dem Schlachtfeld schwer verwundet und von einer seiner englischen Doggen vor den feindlichen Angreifern beschützt. Als der Adlige trotzdem starb, brachte man seine Leiche und den überlebenden Hund nach England, wo seine Familie als Dank für die Treue die Rasse erhielt und 1435 in Lyme Hall mit der Nachzucht begann; diese Hunde wurden bald sehr erfolgreich als Jagd-, Kriegs- und Wachhunde eingesetzt.

„Ein Mastiff aus wahrem englischem Blut liebte den Kampf mehr als sein Futter. Seinen Ruhm sah man an seinem hinkenden Schritt, Narben aus Kampf um Ehre zeichneten sein Gesicht; an jedem Glied eine Schramme, die häufigen Kämpfe haben seine Ohren verkürzt!“

Stärke und Ausdauer in Verbindung mit seinem Körperbau begründeten die gute Eignung des Mastiffs bei der Hatz auf Bären, Stiere und vor allem auf Wildschweine.
Später begann man bis weit in das zwanzigste Jahrhundert, ein Wildschwein an einen Pfahl zu binden, um es von drei oder vier Hunden zu Tode beißen zu lassen. Die Hunde selbst führten jeden Kampf fort und ließen sich auch bei eigener schwerer Verwundung nicht zum Anhalten zwingen.
Der erste belegte Bericht von einem Kampf zwischen einem Bären und sechs „Bärenhunden“ stammt aus dem Jahr 1050 n. Chr. Zur allgemeinen Belustigung des englischen Adels wurden dafür wildlebende Bären mit Fallen lebend eingefangen und zum Kampf gegen die Mastiffs gestellt.
In der Umgebung von London entstanden im 16. Jahrhundert für die Tierkampf-Formen des Bear- und Bullbaitings eigens angelegte Arenen, sogenannte „bear garden“, in denen Bullen, Bären oder andere Raubtiere für die Tierkämpfe gehalten wurden. Die englische Königin Elisabeth I. und James I. waren große Förderer derartiger Tierkämpfe. James I. hielt sogar im Londoner Tower eine große Anzahl von Bären und Löwen, die er dort zusammen mit „Bärenhunden“ züchtete. Die hierfür gezüchteten doggenartigen Hunde ähnelten den im niederländischen und deutschen Raum bekannten Bullen- oder Bärenbeißern.
Der Beginn der Reinzucht erfolgte 1820, nach anderen Quellen 1835, in England.  So ganz einig war man sich nicht in Bezug auf das Aussehen, besonders um die Farbe wurden Kontroversen geführt. 1872 wurde ein Mastiff-Klub gegründet und zur Blutauffrischung glatthaarige Bernhardiner eingekreuzt. Damit diese Kreuzungen nicht einfach als Bastarde abgetan werden konnten, erklärte der Klub der Bernhardiner sie einfach zum Alpenmastiff.

## Beschreibung
Der Mastiff ist ein großer, massiger Hund, dabei wohlproportioniert. Der Brustkorb ist breit und tief, der Körper mit plastischer Bemuskelung. In den Rassestandards von FCI noch KC ist weder Gewicht noch Größe festgelegt. In der Regel haben Rüden eine Widerristhöhe ab 80 cm, Hündinnen ab 70 cm.
Die FCI legt in ihrer Rassebeschreibung fest, dass Gewicht und Größe „im richtigen Verhältnis“ zueinander stehen sollten und die Hunde groß und massiv sein sollen.
Der Schädel ist breit zwischen den Ohren, die Stirn ist eben, aber mit Falten versehen. Lefzen in stumpfem Winkel von der Nasenscheidewand ausgehend, leicht hängend, sodass ein quadratisches Profil entsteht. Fang, Nase und Ohren sollen eine dunkle Farbgebung haben, die sogenannte Maske. Die Ohren hängen, am höchsten Punkt zu beiden Seiten des Schädels angesetzt. Das Haar ist kurz, anliegend, nicht zu fein, zulässig sind die Farben apricot, fawn (sandfarben) und gestromt.

## Wesen
Der Mastiff ist eine der größten Hunderassen. Durch seine Größe wirkt der Mastiff respekteinflößend, er ist aber vom Wesen her ein ruhiger, gutmütiger Hund mit einem sehr ausgeglichenen Temperament. Neuen Situationen gegenüber verhält er sich abwartend-beobachtend und zurückhaltend. Die breite Stirn legt er bei aufmerksamer Beobachtung in Falten.
Der Mastiff gehört zu den Hunderassen mit einer sehr hohen Reizschwelle, das heißt, er reagiert auf Reize, die andere Hunde schon zur Aggression veranlassen können, ohne Aufregung. Erst bei Bedrohung seiner menschlichen Sozialpartner wird der Mastiff versuchen, die Gefahr von diesen fernzuhalten, indem er den Aggressor stellt, ihn jedoch nicht angreift. Ist die Gefahr vorüber, legt er seine übliche Gelassenheit an den Tag.
In seinem Ursprungsland England wird er als Wächter großer Anwesen gehalten. In Deutschland ist die Rasse nur in kleiner Zahl vertreten. Der Mastiff liebt seine Familie und braucht den Kontakt zu seinen Menschen. Er lässt sich mit entsprechender Zuwendung gut erziehen.

## Rasseproblematik
Der Mastiff hat wie viele molossoide Hunde eine hohe Reizschwelle und darf niemals eine erhöhte Aggressionsbereitschaft zeigen (siehe hierzu auch Zuchtrichtlinien KC, OEMCD, VDH). Wegen ihrer Größe und massigen Kiefer wird die Rasse in Deutschland in einigen Bundesländern auf einer Liste problematischer Hunderassen geführt.
In Österreich steht der Mastiff in zwei von drei listenführenden Bundesländern (Wien und Vorarlberg) auf der Rasseliste. Je nach Bundesland ist ein Hundeführerschein (Wien) oder eine Sondergenehmigung des Bürgermeisters (Vorarlberg) zur Haltung erforderlich.
In der Schweiz führen ihn sechs der sechsundzwanzig Kantone mit Rasselisten auf ihren Listen, die Haltung ist in diesen Kantonen bewilligungspflichtig. In den Kantonen Genf und Wallis sind Haltung, Zucht und Einfuhr verboten.
In Frankreich steht er auf der Rasseliste und darf, auch für den Transit, nicht eingeführt werden.